# Psaliodes flavagata
Psaliodes flavagata är en fjärilsart som beskrevs av Achille Guenée 1857. Psaliodes flavagata ingår i släktet Psaliodes och familjen mätare. Inga underarter finns listade i Catalogue of Life.